# Gamtec
Gamtec (en chino tradicional, 三協資訊; pinyin, Sān Xié Zī Xùn) es un desarrollador de videojuegos taiwanés fundado en junio de 1989 y con sede en Taichung, Taiwán conocida por sus juegos sin licencia para Sega Mega Drive como Legend of Wukong y Squirrel King. Su lema debería ser: "Cree en ti mismo" (en chino tradicional, 相信自己; pinyin, Xiāng Xìn Zì Jǐ).
La empresa también desarrolló una serie de NES y PC juegos, y afirma haber desarrollado para Gamate, Super A'Can, Arcade, SNES, Game Boy, Game Boy Color y Game Boy Advance, aunque a menudo actuaba como desarrollador contratado por otras empresas, por lo que con frecuencia no aparece acreditado en los juegos en los que trabajó.

## Juegos
Los juegos de esta lista, a menos que se especifique lo contrario, son aquellos en los que se menciona explícitamente a Gamtec. Dado que la empresa es un desarrollador por contrato, puede haber ayudado a desarrollar otros títulos en los que no aparezca su nombre, como los destinados al Bit Corporation Gamate.

### Nintendo Entertainment System
- Fire Dragon [AKA Huǒlóng]
- King Tank [AKA Taan Hak Fung Wan] (1993)
- Thunderbolt II [AKA Léi Diān II - Thunderbolt Fighting Plane] (1993)
- The Universe Soldiers (1993)
- Wisdom Boy (codesarrollado con Sun Team)

### Bit Corporation Gamate
- Cosmic Fighter
- Fantasy Travel
- Metamorfosiser [AKA Tough Guy]

### Sega Mega Drive
- 16 Tile Mahjong[7] [AKA 16 Zhang Mahjong (Shíliù Zhāng Májiàng)]
- 16 Tile Mahjong II[8] [AKA 16 Zhang Mahjong II (Shíliù Zhāng Májiàng II)]
- Adventurous Boy [AKA Adventure Kid (Màoxiǎn Xiǎozi)]\}
- Bomboy [AKA Explosion Kid (Bàozhà Xiǎozi)] (1993)
- Chāojí Dà Fùwēng
- Legend of Wukong [AKA Wukong Rumors (Wùkōng Wàizhuàn)] (1996; 2008: versión en inglés desarrollada por Super Fighter Team)
- The Lion King 2 [AKA Shīziwáng II]
- Magic 7 Block [AKA Variety Tangram (Bǎi Biàn Qīqiǎobǎn)]
- Magic Girl [AKA Little Witch (Xiǎo Mónǚ)] (1993)
- Mènghuàn Shuǐguǒ Pán: 777 Casino[9]
- Squirrel King (1995)[10]
- Super Bubble Bobble MD[11]
- Super Magician [AKA Elf Wor, y Spiritual Magic Priest (Líng Huàn Dàoshi)]
- Super Tank War
- Thunderbolt II [AKA Léi Diān II - Thunderbolt Fighting Plane] (1995)
- Tiny Toon Adventures 3 (1996)[12]

Nota: El título de Mega Drive El Rey León 2 aparece acreditado como Lion King II en la pantalla de título.

#### Accesorios
- Magicard cartucho de trucos